# Bad Boys Blue
Bad Boys Blue es un grupo de pop multinacional alemán que se formó en Colonia. El grupo realizó varios éxitos internacionales incluyendo You're a Woman, Pretty Young Girl, I Wanna Hear Your Heartbeat (Sunday Girl) y Come Back and Stay.

## Historia
Bad Boys Blue se formó en el verano de 1984 por el productor alemán Tony Hendrik y su esposa letrista Karin van Haaren, luego de fundar la discográfica Coconut Records. Tony y Karin querían buscar miembros para su nuevo proyecto en Inglaterra, pero finalmente los encontraron en Colonia.
El trío original consistía en el Estadounidense Andrew Thomas (nacido el 25 de mayo de 1946 en San Francisco, EE.UU.; fallecido el 21 de julio de 2009 en Cologne, Alemania) el Británico John McInerney (nacido el 7 de septiembre de 1957 en Liverpool, Inglaterra) y el jamaiquino Trevor Taylor (nacido el 11 de enero de 1958 en Montego Bay, Jamaica; fallecido el 19 de enero de 2008 en Cologne, Alemania) - El primer vocalista principal. El sencillo "L.O.V.E. in My Car" no logró entrar en los Pop Charts pero su sucesor "You're a Woman" fue un éxito masivo, alcanzando el Top 10 en algunos países Europeos y el Nº 1 en Austria e Israel.
El grupo llegó a ser masivamente popular en el este de Europa y Sudáfrica, vendieron también muchas copias en Rusia y Ucrania, pero a pesar de ello, nunca apareció en los charts del Reino Unido. En los charts estadounidenses entraron con dos sencillos, "Save Your Love" y "Luv 4 U", extraídos de dos de sus álbumes desarrollados en Stateside: "Bad Boys Blue" y "To Blue Horizons".

## Carrera con Trevor Taylor
Trevor Taylor proporcionó su inconfundible voz, la cual lo hizo una leyenda para el grupo; sencillos exitosos tales como "You're A Woman", "Pretty Young Girl" del primer álbum "Hot Girls, Bad boys" y "I Wanna Hear Your Heartbeat (Sunday Girl)" fueron tan buenos como sus dos primeros álbumes. Trevor Taylor se ganó el crédito de poner a Bad Boys Blue "en el mapa" con su inconfundible estilo de canto.
Sin embargo, Trevor no fue el principal vocalista en uno de los sencillos de 1987 "Come Back And Stay", del tercer álbum "Love Is No Crime"; aunque el demo se grabó con la voz de Trevor, los productores eligieron la versión de John McInerney.
Es importante reconocer que el cambio de voces en el desarrollo de "Come Back And Stay" no era la causa del incidente, ya que Trevor Taylor no deseaba dejar el grupo al haberse hecho dicha sustitución. 
En 1988, Trevor Taylor dejó el grupo - un año después de haber sido gradualmente degradado de su papel como líder, pero se le ofreció reintegrarse al grupo al año siguiente sólo para grabar sesiones del sencillo "Hungry For Love" que fue ofrecido en la primera compilación del grupo, llamada "Bad Boys Best"
John McInerney seguía siendo el vocalista principal en la mayoría de las canciones de Bad Boys Blue.
Después de dejar el grupo, Trevor Taylor, comenzó el proyecto Street Noise, publicando el maxi “Our Problem” (1990). En 1993 forma el grupo reggae Umoya y publica el álbum "Overdue", con escaso éxito. Más tarde, bajo el seudónimo de “Supa. T”, formó el grupo Supa. T and the Party Animals, de tendencia reggae/electrónica, con éxitos como "My Dog Is Better Than Your Dog" (1995), "Gotta Jump" (1996), y sobre todo "Love And Respect" (1996). En 1998 publica bajo el nombre de Supa. T un álbum de 14 pistas ("Reggae In The Pop House And Soul") que incluye estos éxitos junto a canciones de gran calidad de corte soul-reggae-chill out. Trevor Taylor aparece en los créditos de composición de casi todas las canciones junto a Levent Canseven y Uwe Lux. Finalmente formaría el grupo reggae Supa.T and the Reggae Cracks, realizando el álbum “Second Life” en 2007, un año antes de su fallecimiento por infarto de miocardio. Supa. T nunca cesó de trabajar y formó parte también de grupos como Chocolate Milk o Mondo Club.

## Carrera con Trevor Bannister
La salida permanente de Trevor Taylor aseguró la posición de John McInerney como el nuevo líder vocalista de la banda. Trevor Taylor fue reemplazado por Trevor Bannister (nacido el 5 de agosto de 1965 en Grimsby, Inglaterra). Es durante la estadía de Bannister en el grupo cuando Bad Boys Blue empezó a realizar numerosas giras al este de Europa. Con Trevor Bannister se grabaron sencillos exitosos como "I Do It All For You, Baby" You're A Woman '92". A pesar del éxito que tenían, Trevor Bannister decidió por sí solo dejar el grupo en 1993.
Durante su gira en Sudáfrica, el dúo se unió brevemente con Owen Standing, quien poco después dejó el grupo y por consiguiente no se consideró como un miembro permanente de la banda ya que Coconut Records le ofreció un contrato. Así, Andrew Thomas y John McInerney decidieron continuar como un dúo, dejar Coconut Records y firmar un contrato con el nuevo sello llamado Intercord. Como dúo en este nuevo sello grabaron los sencillos "Luv 4 U", "Go Go (Love Overload)" y "What Else"; Así se hicieron muy conocidos en los Estados Unidos.

## Carrera con Mo Russel
Mo Russel (nacido el 15 de marzo de 1956 en Aruba, Mar Caribeño) se unió al grupo en 1995, revivió el potencial de creatividad siendo un compositor, un director de video y ocasionalmente asumiendo el rol de líder vocalista en algunas pistas. A pesar de las buenas pistas del álbum "Bang Bang Bang", no lograron marcar los charts con sus sencillos "Anywhere" y "Hold You In MY Arms". En 1997, los Bad Boys Blue no trabajaron en el estudio.
En marzo de 1998 volvieron a Coconut Records para firmar un nuevo contrato.
Desarrollaron en sencillo "You're A Woman '98" el cual fue un éxito en Europa. En el verano realizaron el nuevo álbum "Back", que ofrecían más remixes de sus antiguos éxitos, todos remezclados por Andy Matern y Christoph Schick. No sólo se ofrecían remixes, sino también 7 nuevos smashers compuestos y producidos por el reconicido productor David Brandes (Bros Music)

## Carrera con Kevin McCoy
Mo Russel decidió dejar el grupo y a los finales de 1999 Kevin McCoy - nacido el 21 de enero de 1971 en Virginia, Estados Unidos, reemplazó a Mo. En 2001 el contrato entre el grupo y Coconut Records había finalizado.
En el verano de 2002 el grupo firmó un contrato con David Brandes (Bros Music). A principios de 2003 Kevin McCoy dejó el grupo siendo éste un dúo nuevamente; Andrew y John decidieron ser un dúo nuevamente. Fue así como grabaron "Around The World" con el nuevo sencillo "Lover On The Line", éxito en Europa.

## Fin del "Hit-Herto Crew"
En 2004 Bad Boys Blue fueron en conciertos promocionales en Alemania, Estados Unidos y Ucrania. En 2005 fue el último concierto del famoso grupo. Disputa entre los dos (John, Andrew) llevaron a la disolución del dúo. John pasó el resto de los meses dando conciertos en Estados Unidos, Rusia, Alemania y Turquía. 
En 2006 John McInerney se unió con Carlos Ferreira y desarrollaron el nuevo álbum llamado "Heart & Soul" con 13 nuevas canciones producidas por French Producers MS Project. Este álbum lo promocionó el sencillo "Still In Love".
Muere Andrew Thomas el 21 de julio de 2009 en la ciudad de Colonia (Alemania) muere uno de los iconos de los Bad Boys Blue.
En septiembre de 2011, John McInerny decidió terminar el trabajo con Carlos Ferreira.
En octubre de 2011 el grupo se unió a Kenny "Krayzee" Lewis, conocido por su trabajo con C.C. Catch, Touché y Mark 'Oh.

## Álbumes
- 1985: Hot Girls, Bad Boys [#50 Alemania, #9 Suiza, #30 Suecia, #12 Finlandia]
- 1986: Heart Beat
- 1987: Love Is No Crime [#13 Finlandia]
- 1988: My Blue World [#48 Alemania, #20 Finlandia]
- 1989: The Fifth [#2 Finlandia]
- 1990: Game Of Love [#7 Finlandia]
- 1991: House Of Silence [#5 Finlandia]
- 1992: Totally [#83 Alemania, #15 Finlandia]
- 1993: Kiss [#32 Finlandia]
- 1994: Completely Remixed
- 1994: To Blue Horizons [#83 Alemania, #25 Finlandia]
- 1996: Bang Bang Bang
- 1998: Back [# 28 Alemania, #2 Finlandia]
- 1999: ...Continued [#38 Alemania, #21 Finlandia]
- 1999: Follow The Light [#80 Alemania]
- 2000: Tonite
- 2003: Around The World [#43 Alemania, #27 Finlandia]
- 2008: Heart & Soul [#24-Sales Chart Polonia, #70-Album & Compilations Sales Chart Polonia, #5-Euro-HiNRG Top 10 Albums Chart, #50 Hungría]
- 2009: Rarities Remixed
- 2010: 25 (The 25th Anniversary Album) (2 CD + DVD)
- 2015: 30 (2 CD)
- 2018: Heart & Soul (Recharged)
- 2020: Tears Turning To Ice

## Sencillos
- 1984: L.O.V.E. In My Car
- 1985: You're A Woman [#8 Germany, #2 Switzerland, #1 Austria, #2 Sweden, #30 Netherlands, #1 Israel, #47 France, #4 Finland]
- 1985: Pretty Young Girl [#29 Germany, #30 Switzerland, #14 Austria, #9 Sweden]
- 1985: Bad Boys Blue
- 1986: Kisses And Tears (My One and Only) [#22 Germany, #26 Switzerland, #15 Finland]
- 1986: Love Really Hurts Without You
- 1986: I Wanna Hear Your Heartbeat >Sunday Girl< [#14 Germany, #21 Switzerland, #15 Finland]
- 1987: Gimme Gimme Your Lovin' >Little Lady<
- 1987: Kiss You All Over, Baby
- 1987: Come Back And Stay [#18 Germany, #13 Finland]
- 1988: Don't Walk Away Suzanne [#44 Germany]
- 1988: Lovers In The Sand [#42 Germany]
- 1988: Lovers In The Sand (Remix)
- 1988: A World Without You >Michelle< [#17 Germany]
- 1988: A World Without You >Michelle< (Remix)
- 1988: Hungry For Love [#26 Germany, #16 Finland]
- 1989: Hungry For Love (Hot-House Sex Mix)
- 1989: Lady In Black [#16 Germany, #6 Finland]
- 1989: A Train To Nowhere [#27 Germany, #11 Finland]
- 1990: Mega-Mix vol. 1 (The Official Bootleg Megamix, vol. 1)
- 1990: How I Need You [#33 Germany, #15 Finland]
- 1990: Queen Of Hearts [#28 Germany, #3 Finland]
- 1991: Jungle In My Heart [#41 Germany]
- 1991: House Of Silence [#5 Finland]
- 1992: I Totally Miss You [#2 Finland]
- 1992: Save Your Love [#81 US Billboard Hot 100, #12 Finland, #16 Germany, #89 US]
- 1993: A Love Like This
- 1993: Kiss You All Over, Baby [#16 Finland]
- 1993: Go Go (Love Overload) [#7 Finland]
- 1994: Dance Remixes
- 1994: Luv 4 U [#19 Finland, #40 U.S. Hot Dance Music Club Play]
- 1994: What Else?
- 1995: Hold You In My Arms
- 1996: Anywhere
- 1998: You're a Woman '98 [#52 Germany, #17 Finland]
- 1998: The Turbo Megamix [#9 Finland, #73 Germany]
- 1998: From Heaven to Heartache
- 1999: The Turbo Megamix vol. 2 [#73 Germany]
- 1999: The-Hit-Pack
- 1999: Hold You in My Arms '99
- 2000: I'll Be Good
- 2003: Lover on the Line [#72 Germany]
- 2003: Baby Come Home(promotional release)
- 2004: Babe(promotional release)
- 2008: Still in Love [#18 Ballermann Charts, #7 TOP 50 Soundhouse Charts, #5 Disco & Pop Soundhouse Charts, #1 European DJ Charts Top30, #45 Euro-HiNRG Top 50 Club Chart]
- 2009: Still In Love/Almighty Remixes (promotional release)
- 2009: Queen Of My Dreams (digital release) [#17 Germany, #31 Euro-HiNRG Top 50 Club Chart]
- 2010: Come Back And Stay Re-Recorded 2010 (physical & digital release)
- 2015: You're A Woman 2015
- 2018: Queen Of My Dreams (Recharged)
- 2020: With Our Love (with Tom Hooker та Scarlett)
- 2020: Killers
- 2021: Tears Turning To Ice (Remix)

- Datos: Q681697
- Multimedia: Bad Boys Blue / Q681697